# Un bacio per morire
Un bacio per morire (Once Before I Die) è un film del 1966 diretto da John Derek.
Il film è basato sul romanzo del 1945 di Anthony March Quit for the Next.

## Trama
Poco dopo l'attacco a Pearl Harbor, i giapponesi attaccarono le isole Filippine. Un gruppo di soldati del 26º Reggimento di Cavalleria degli Stati Uniti e le loro famiglie vengono sorpresi a giocare a polo. Il maggiore Bailey ordina alla sua fidanzata svizzera Alex di lasciare il paese, promettendole di incontrarla a San Francisco. Bailey riportò i suoi uomini a Manila, ma le strade brulicavano di fuggiaschi.